# Ryszard Strzelecki (minister)

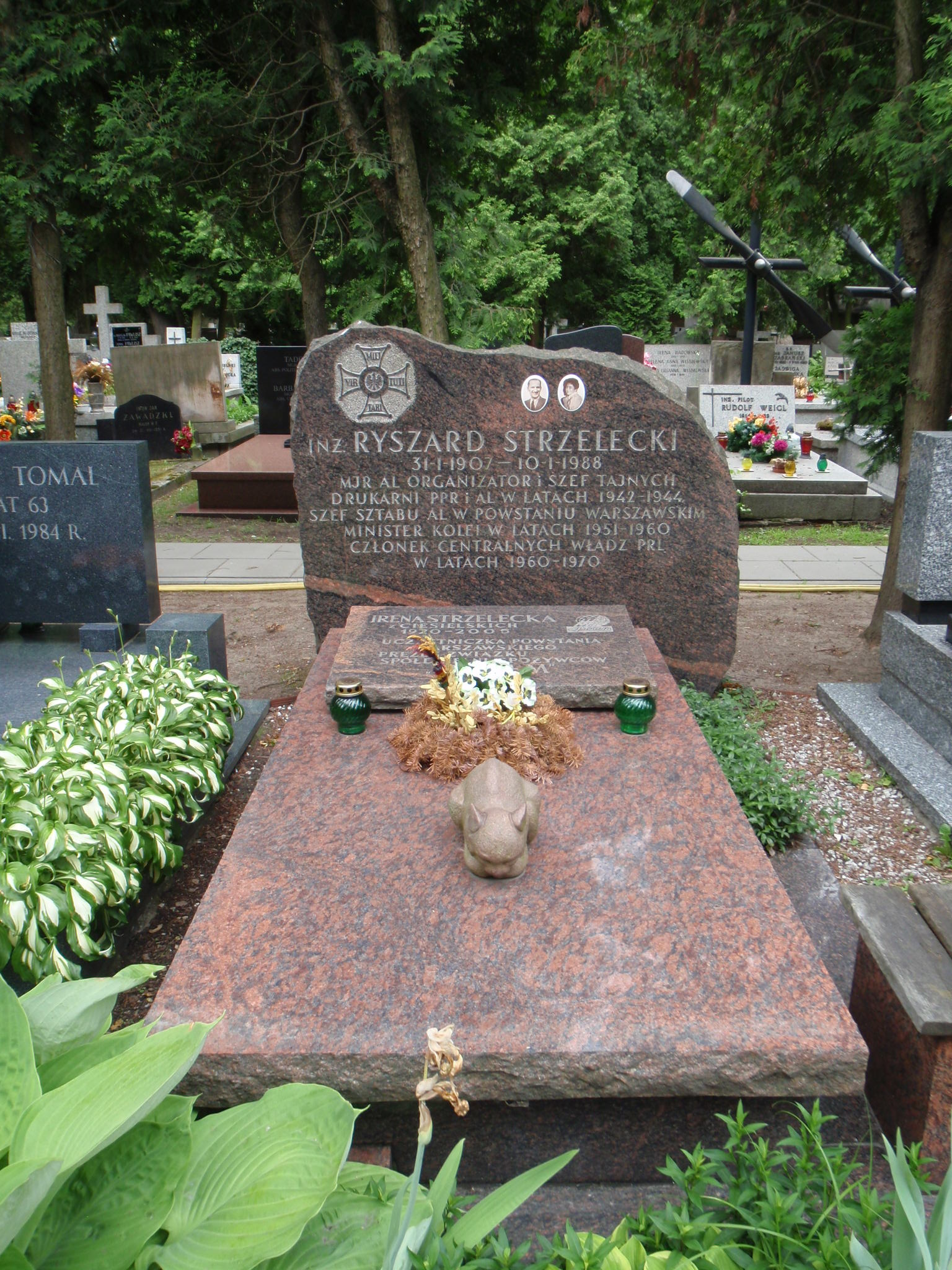
Grób Ryszarda Strzeleckiego i jego żony Ireny na cmentarzu Wojskowym na Powązkach

Ryszard Strzelecki (ur. 31 stycznia 1907 w Warszawie, zm. 10 stycznia 1988 tamże) – polski inżynier mechanik i polityk. Minister kolei (1951–1957), minister transportu drogowego i lotniczego (1957) oraz minister komunikacji (1957–1960). Członek Biura Politycznego KC PZPR (1964–1970). Poseł do Krajowej Rady Narodowej, na Sejm Ustawodawczy oraz na Sejm PRL I, III, IV i V kadencji, w latach 1961–1972 członek Rady Państwa. Budowniczy Polski Ludowej.

## Życiorys
Urodził się w robotniczej rodzinie Romana i Aleksandry Strzeleckich. Posiadał wykształcenie wyższe. Przed wojną pracował jako robotnik metalowiec, działał w organizacjach związkowych; podczas okupacji działał w konspiracji (Gwardia Ludowa i Armia Ludowa). Od 1942 w Polskiej Partii Robotniczej. Był członkiem Komitetu Okręgowego PPR Warszawa Lewa Podmiejska. Od 1943 kierował Centralną Techniką PPR. Uczestniczył w powstaniu warszawskim jako członek kierownictwa AL. W 1945 był zastępcą kierownika Wydziału Organizacyjnego KC PPR, w latach 1945–1948 zastępcą członka Komitetu Centralnego PPR, a w 1948 członkiem Biura Organizacyjnego PPR. W 1946 był radnym Wojewódzkiej Rady Narodowej w Katowicach. W 1948 wraz z PPR partią przystąpił do Polskiej Zjednoczonej Partii Robotniczej. W latach 1948–1971 był członkiem Komitetu Centralnego PZPR, a w 1964 zastępcą członka Biura Politycznego KC, w latach 1964–1970 członkiem Biura Politycznego KC, w latach 1960–1970 sekretarzem KC. Pełnił także funkcje kierownicze w organizacjach wojewódzkich – w latach 1945–1946 II sekretarza Komitetu Wojewódzkiego PPR w Katowicach, w latach 1946–1948 I sekretarza KW PPR w Krakowie, a w latach 1948–1950 I sekretarza KW PZPR ponownie w Katowicach.
W latach 1950–1951 podsekretarz stanu w Ministerstwie Komunikacji, w 1951 (od lutego do września) podsekretarz stanu w Ministerstwie Kolei; w latach 1951–1957 minister kolei, w 1957 minister transportu drogowego i lotniczego, w latach 1957–1960 minister komunikacji. W latach 1961–1972 był członkiem Rady Państwa. Wieloletni poseł: do Krajowej Rady Narodowej, na Sejm Ustawodawczy oraz na Sejm PRL I, III, IV i V kadencji, (mandat pełnił w latach 1945–1956 i 1961–1972); w latach 1961–1965 przewodniczący Komisji Mandatowo-Regulaminowej w Sejmie III kadencji. 
W latach 1968–1971 członek prezydium Ogólnopolskiego Komitetu Frontu Jedności Narodu. Odszedł z życia politycznego wraz z upadkiem ekipy Władysława Gomułki po wydarzeniach grudnia 1970.
Został pochowany z pełnym ceremoniałem 13 stycznia 1988 na cmentarzu Wojskowym na Powązkach w Warszawie (kwatera A4-Tuje-7). W pogrzebie udział wziął ówczesny I sekretarz KC PZPR, przewodniczący Rady Państwa gen. armii Wojciech Jaruzelski, członek Biura Politycznego KC PZPR, sekretarz KC gen. broni dr Józef Baryła, zastępcy członków Biura Politycznego KC PZPR Stanisław Ciosek i Janusz Kubasiewicz.

## Ordery, odznaczenia i wyróżnienia
- Order Budowniczych Polski Ludowej (1969)[3]
- Order Sztandaru Pracy I klasy (1964)[4]
- Krzyż Komandorski z Gwiazdą Orderu Odrodzenia Polski
- Order Krzyża Grunwaldu II klasy (5 października 1948)[5]
- Krzyż Srebrny Orderu Virtuti Militari
- Srebrny Krzyż Zasługi (18 stycznia 1946)[6]
- Krzyż Partyzancki
- Medal za Warszawę 1939–1945 (17 stycznia 1946)[7]
- Warszawski Krzyż Powstańczy (1986)[8]
- Medal 10-lecia Polski Ludowej (1954)
- Medal 30-lecia Polski Ludowej (1974)
- Medal 40-lecia Polski Ludowej (1984)
- Medal Zwycięstwa i Wolności 1945
- Medal im. Ludwika Waryńskiego (1986)[9]
- Srebrny Medal „Za zasługi dla obronności kraju”
- Brązowy Medal „Za zasługi dla obronności kraju”
- Odznaka 1000-lecia Państwa Polskiego (1966)[10]
- Złota odznaka Związku Zawodowego Pracownikow Służby Zdrowia (1964)[11]
- Złota odznaka Związku Zawodowego Pracownikow Państwowych i Społecznych (1969)[12]
- Odznaka honorowa „Zasłużony dla Warmii i Mazur” (1960)[13]
- Odznaka honorowa „Za Zasługi dla Warszawy” (1965)[14]
- Złota Odznaka „Za zasługi dla województwa warszawskiego” (1962)[15]
- Pamiątkowy Medal z okazji 40. rocznicy powstania Krajowej Rady Narodowej (1983)[16]
- Pamiątkowy Medal z okazji 25-lecia wyzwolenia Pruszkowa (1970)[17]
- Medal pamiątkowy „X wieków Płocka” (1966)[18]
- Medal jubileuszowy „W upamiętnieniu 100-lecia urodzin Władimira Iljicza Lenina” (ZSRR, 1969)[19]
- Medal jubileuszowy „Dwudziestolecia zwycięstwa w Wielkiej Wojnie Ojczyźnianej 1941–1945” (ZSRR, 1965)[20]
- Odznaka „25 lat Zwycięstwa w Wielkiej Wojnie Ojczyźnianej 1941–1945” (ZSRR, 1970)[21]
- Honorowy Obywatel Pruszkowa (1969)[22]